# Central Sport Club
Il Central Sport Club, noto anche semplicemente come Central, è una società calcistica brasiliana con sede nella città di Caruaru, nello stato del Pernambuco.

## Storia
Il 15 giugno 1919, alla Sociedade Musical Comercial Caruaruense, il club è stato fondato da Francisco Porto de Oliveira e il nome del club è stato un suggerimento da parte di Severino Bezerra.
Nel 1986, il Central ha partecipato al Campeonato Brasileiro Série B, chiamato Taça de Prata e Torneio Paralelo. Il club vinse il proprio gruppo, ottenendo la promozione nella massima divisione brasiliana. Tuttavia, il club terminò all'ultimo posto nel proprio gruppo in Série A, e venne retrocesso nella seconda divisione dell'anno successivo.

## Palmarès

### Competizioni nazionali
- Campeonato Brasileiro Série B: 1

1986

### Competizioni statali
- Campeonato Pernambucano Série A2: 2

1999, 2022
- Copa Pernambuco: 1

2001